# Henrique VI, Parte 3

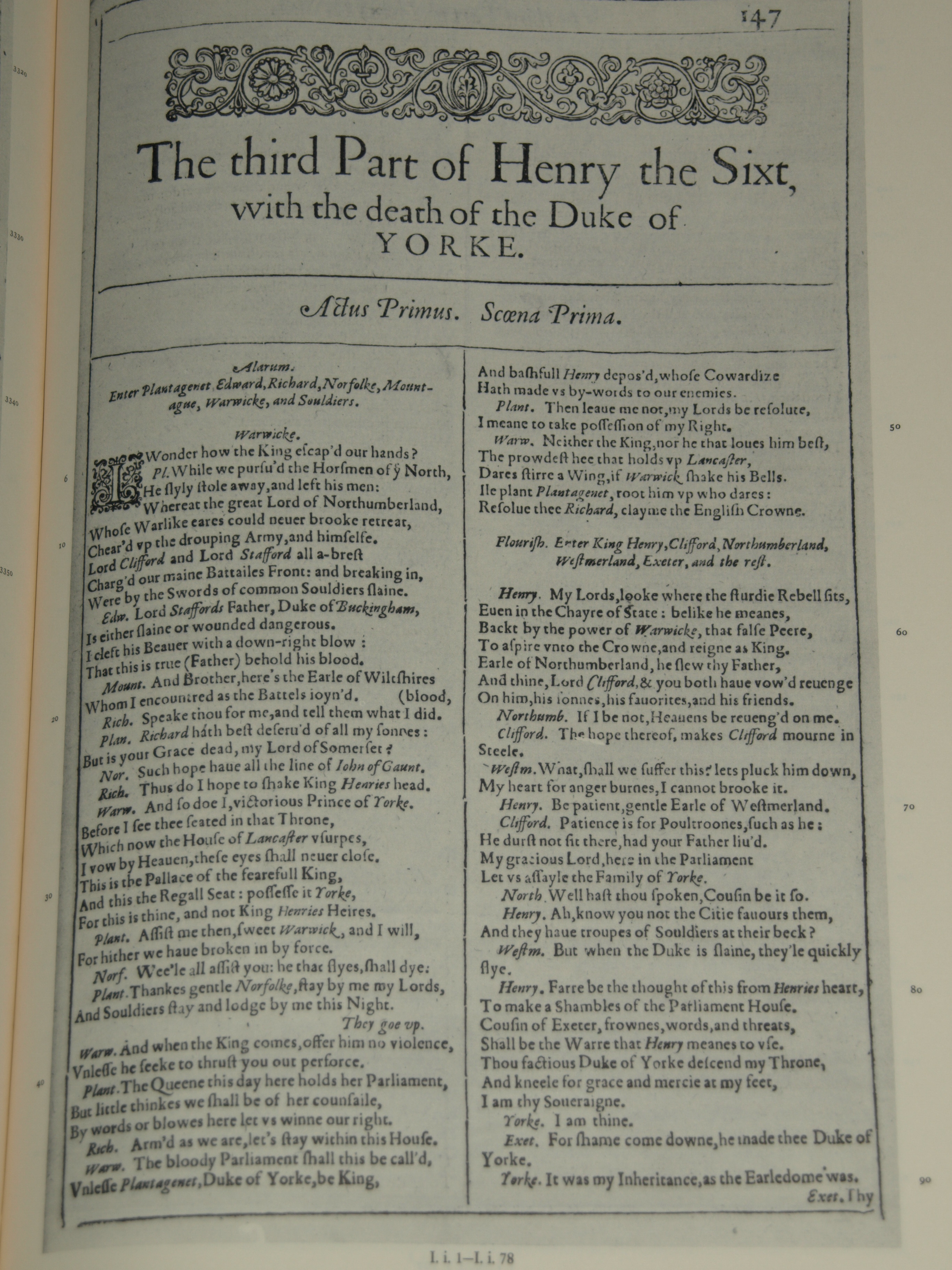
Foto da primeira página do Rei Henrique VI, Parte Três de uma edição fac-símile do Primeiro Fólio das peças de Shakespeare, publicada em 1623

Henrique VI, Parte 3 (no original em inglês: Henry the Sixth, Part 3) é uma peça de teatro do gênero drama histórico, de autoria de William Shakespeare. Acredita-se que tenha sido escrita aproximadamente em 1590, e encenada durante a vida do rei Henrique VI da Inglaterra.